# Israel Fonseca
José Israel Fonseca Zelaya (Tegucigalpa, 27 de mayo de 1990) es un futbolista hondureño propiedad del Juticalpa Fútbol Club, equipo de la Liga de Ascenso de Honduras. Su posición es de defensa central pero también lo hace de volante de contención.

## Trayectoria

### Club Deportivo Olimpia
Israel Fonseca comenzó a jugar al fútbol a los nueve años en las FBO (Fuerzas Básicas Olimpistas).
En 2010 fue ascendido al primer equipo del Club Deportivo Olimpia. Hizo su debut contra el Real Juventud el 17 de abril de 2010.
En el 2012 regresa al Club Deportivo Olimpia donde juega actualmente.

### Deportes Savio

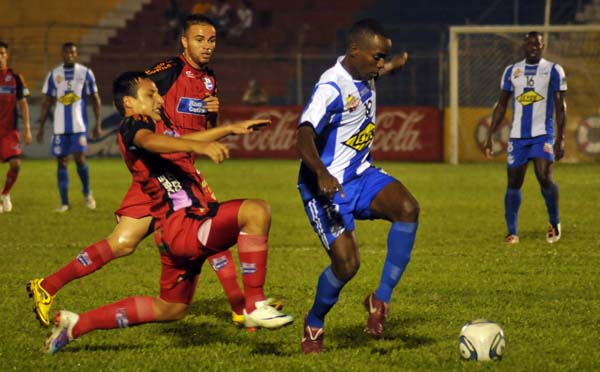
F1 VICTORIA VS SAVIO

En 2011 fue cedido en calidad de préstamo al Deportes Savio de Santa Rosa De Copán donde tuvo una destacada participación en el primer torneo salvando la categoría, y en el segundo torneo clasificando por primera vez en la historia a una liguilla a este equipo.

## Selección nacional
En el 2007 integró la Selección Nacional de Honduras Sub-17.
Siendo capitán del equipo clasificaron por primera vez en la historia de Honduras a un mundial en esa categoría. Participó en los tres partidos disputados en el Copa Mundial de Fútbol Sub-17 de 2007.
En 2007 participó en los Juegos Panamericanos de 2007.
Entre 2008 y 2009 entrenó en la segunda división del Club Deportivo Olimpia.
En 2009 integró la Selección Nacional de Honduras Sub-20. El equipo clasificó por primera vez en la historia de Honduras en un mundial fuera de su país. Participó en los tres partidos disputados en el Copa Mundial de Fútbol Sub-20 de 2009.

## Clubes
| Club                    | País     | Año             |
| ----------------------- | -------- | --------------- |
| Club Deportivo Olimpia  | Honduras | 2010 - 2011     |
| Deportes Savio (cedido) | Honduras | 2011 - 2012     |
| Club Deportivo Olimpia  | Honduras | 2012 - 2018     |
| Juticalpa Fútbol Club   | Honduras | 2018 - presente |